# Suta fasciata
Suta fasciata là một loài rắn trong họ Rắn hổ. Loài này được Rosen mô tả khoa học đầu tiên năm 1905.